# Negrilla de Palencia
Negrilla de Palencia – gmina w Hiszpanii, w prowincji Salamanka, w Kastylii i León, o powierzchni 11,78 km². W 2011 roku gmina liczyła 129 mieszkańców.